# Monte Alegre (kommun i Brasilien, Pará, lat -0,84, long -54,45)
Monte Alegre är en kommun i Brasilien.   Den ligger i delstaten Pará, i den norra delen av landet, 1 800 km norr om huvudstaden Brasília. Antalet invånare är 55 459.
Följande samhällen finns i Monte Alegre:
- Monte Alegre

I omgivningarna runt Monte Alegre växer i huvudsak städsegrön lövskog. Runt Monte Alegre är det mycket glesbefolkat, med 3 invånare per kvadratkilometer.